# Sparx (banda)
Sparx es una banda musical estadounidense de Albuquerque, Nuevo México, de música latina  y regional mexicana. Está compuesta por las cuatro hermanas Sánchez: Verónica, Rosamaría, Kristyna y Carolina. Se las conoció desde que eran niñas, en la década de 1980. En la década de 1990 alcanzaron la fama en México y la mayoría de los países de América Latina, además del éxito en los Estados Unidos, grabando una variedad de estilos de canciones que incluyen canciones pop, así como clásicos de la música latina, corridos, cumbias, baladas y boleros.

## Orígenes
Proceden de una familia musical. Su padre, Amador Sánchez, es un compositor, músico y productor conocido como Tiny Morrie, y llegó a conseguir un gran éxito con la canción “Cartas Tristes”. Su madre, Gloria Pohl, fue también cantante y grabó dos álbumes. Su abuela fue una promotora de conciertos en Albuquerque, llegando a organizar conciertos de artistas de la categoría de Elvis Presley, Chuck Berry y James Brown. Su tío, Albert Sánchez fue el líder y cantante del grupo Bandido y un renombrado músico conocido como Al Hurricane y apodado El Padrino de la música de Nuevo México. Su hijo, también en el mundo de la música, lleva el nombre de Al Hurricane Jr.
Son hermanas del cantante y compositor Lorenzo Antonio que les ga compuesto varias canciones como "El de los ojos negros".

## Historia del grupo
Comenzaron su carrera en 1980 cantando con su hermano, Lorenzo Antonio, con el nombre de Lorenzo Antonio y su Grupo, consiguiendo el primer lugar en “Juguemos a Cantar”, el festival infantil más popular por aquel entonces.
Tras una carrera infantil intensa, decidieron enfrentar un nuevo capítulo formando el grupo “SPARX.” Son conocidas por sus armonías y por grabar temas como corridos, cumbias, boleros y baladas.
En los 90 encontraron la fama en México y gran parte de los países latinoamericanos, que se añadieron a su éxito en los Estados Unidos.
En el 2013 tuvieron una batalla legal por el nombre con una reconocida banda peruana del mismo nombre; el caso no llegó a más ya que lograron ganar en el juzgado de México.
Han vendido más de un millón de CD, realizando giras en los Estados Unidos, México, Centro y Sur América. Varias de sus canciones han llegado alto en el Top 10 de las listas latinas de Billboard. El grupo ha recibido nominaciones para los premios Billboard de la música latina, Premio Lo Nuestro, y han recibido también el premio Furia Musical.

## Conciencia social
La importancia para SPARX de su responsabilidad social, ha llevado al grupo junto a Lorenzo Antonio, a crear una beca llamada The Sparx and Lorenzo Antonio Scholarship. Desde 2001, esta beca ayuda a los chicos y chicas sin medios de Nuevo México, a acceder a estudios de secundaria.

## Discografía
- 1990: Si ya no hay amor
- 1991: True True Love
- 1991: Hay un tonto mas
- 1994: Te Amo, Te Amo, Te Amo
- 1995: Con Mariachi
- 1995: Mándame Flores
- 1996: Cantan Corridos
- 1997: Tiene Que Ser Amor
- 1999: Navidad
- 1999: Cantan Corridos, Vol. 2
- 2000: No Hay Otro Amor
- 2001: Con Mariachi, Vol. 2
- 2001: Para las Madrecitas
- 2003: Lo Dice Mi Corazón
- 2004: Caminos del Amor
- 2005: Con Mucho Amor
- 2007: Corridos Famosos Con Mariachi
- 2009: Con Mariachi Vol. 3
- 2010: A Rainbow In Space
- 2014: Sparx En Vivo
- 2015: Juntas Otra Vez
- 2016: Sparx En Vivo
- 2018: Supercluster

### Discos Compilados
- 2001: 15 Kilates Musicales
- 2004: Grandes Éxitos De Sparx Con Mariachi
- 2008: Todo lo mejor

### Discos conjuntos con Lorenzo Antonio
- 1996: Sparx y Lorenzo Antonio Cantan Corridos
- 1998: Sparx y Lorenzo Antonio Cantan Corridos Vol. 2
- 2007: Lorenzo Antonio y Sparx Corridos Famosos Con Mariarchi
- Lorenzo Antonio y Sparx Grandes Éxitos Con Mariachi
- 2015: B Sides.
- ¡Fiesta!
- ¡A Bailar!

### Discos de Sparx publicados en España
- 2004: 24, Grandes éxitos de Sparx (universal music spain s.l.) (version internacional)